# Bø (Midt-Telemark)
Bø is een plaats in de Noorse gemeente Midt-Telemark in de fylke Telemark. Bø telt 2636 inwoners (2007) en heeft een oppervlakte van 4,14 km². Het stadje heeft een station aan Sørlandsbanen.